# 지다 비
지다 비(2003년 2월 3일 ~)는 대한민국의 래퍼다. 2020년 싱글 《밖으로》로 데뷔했다.

## 방송
- 하고싶은말을해라 1 (2020) - Top16

## 음반
- 밖으로 (2020)
- 19's Worry (2021)
- 메인 히로인 (2021)
- PRESS START! (2022)